# P552 Havkatten
P552 Havkatten er et dansk patruljefartøj af Flyvefisken-klassen benyttet af Søværnet og er navngivet efter rovfisken havkatten. Skibet indgik i Søværnet i 1990 og hører under division 23 (minerydningsdivisionen) i 2. Eskadre. Havkatten fungerede i 2011 som en testplatform for et nyt minerydningssystem hvorefter skibet blev udfaset, og solgt og i november 2016 som det fjerde standard flex 300 og leveres til Lithauen.[kilde mangler]
I alt har tre skibe båret navnet Havkatten i dansk tjeneste:
- R4 Havkatten (torpedobåd, 1920-1948)
- P502 Havkatten (torpedobåd, 1955-1974)
- P552 Havkatten (minerydningsfartøj, 1990-)